# Фридрих фон Алвенслебен (тамплиер)
Фридрих фон Алвенслебен (на немски: Friedrich von Alvensleben; * ок. 1265; † ок. 1313) е последният майстер на ордена на тамплиерите в Алемания и славяните (док. 1301 – 1308).

## Биография
Той е третият син на рицар Гебхард III фон Алвенслебен (док. 1270 – 1303) и съпругата му София. Двамата му по-големи братя Гебхард IV (док. 1299) и Албрехт I (док. 1304 – 1334) са основатели на „Бялата“ и „Черната линия“ на фамилията фон Алвенслебен. Сестра му Гертруд (док. 1310 – 1313) е абатиса на манастир „Св. Якоби“ в Халберщат.
Фридрих фон Алвенслебен е споменат за пръв път в документ на 19 февруари 1301 г. като рицар на ордена на тамплиерите. На 9 април 1301 г. той вече е комтур на ордена на тамплиерите в Зюплингенбург. От 21 април 1303 г. е майстер на ордена на тамплиерите в Алемания и славяните.
През 1307 г. започва гонитбата на ордена и архиепископ Буркард III фон Магдебург го арестува с други рицари през май 1308 г.
Хуманистът Енеа Силвио Пиколомини, по-късният папа Пий II (1458 – 1464), пише за него, че е отличен мъж.